# Yukarıardıç, Fatsa
Yukarıardıç là một xã thuộc huyện Fatsa, tỉnh Ordu, Thổ Nhĩ Kỳ. Dân số thời điểm năm 2010 là 437 người.